# Floirac (Charente Marítim)
Floirac és un municipi francès situat al departament del Charente Marítim i a la regió de la Nova Aquitània. L'any 2007 tenia 335 habitants.

## Demografia

### Població
El 2007 la població de fet de Floirac era de 335 persones. Hi havia 140 famílies de les quals 29 eren unipersonals (21 homes vivint sols i 8 dones vivint soles), 66 parelles sense fills, 33 parelles amb fills i 12 famílies monoparentals amb fills.
La població ha evolucionat segons el següent gràfic:
Habitants censats

### Habitatges
El 2007 hi havia 202 habitatges, 140 eren l'habitatge principal de la família, 49 eren segones residències i 13 estaven desocupats. 187 eren cases i 9 eren apartaments. Dels 140 habitatges principals, 113 estaven ocupats pels seus propietaris, 16 estaven llogats i ocupats pels llogaters i 10 estaven cedits a títol gratuït; 10 tenien dues cambres, 31 en tenien tres, 27 en tenien quatre i 72 en tenien cinc o més. 117 habitatges disposaven pel capbaix d'una plaça de pàrquing. A 77 habitatges hi havia un automòbil i a 53 n'hi havia dos o més.

### Piràmide de població
La piràmide de població per edats i sexe el 2009 era:
| Homes | Edats   | Dones |
| ----- | ------- | ----- |
| 0     | 95 o +  | 0     |
| 8     | 90 a 94 | 0     |
| 0     | 85 a 89 | 8     |
| 4     | 80 a 84 | 0     |
| 20    | 75 a 79 | 8     |
| 16    | 70 a 74 | 20    |
| 4     | 65 a 69 | 4     |
| 8     | 60 a 64 | 4     |
| 4     | 55 a 59 | 12    |
| 4     | 50 a 54 | 8     |
| 12    | 45 a 49 | 4     |
| 20    | 40 a 44 | 12    |
| 4     | 35 a 39 | 12    |
| 8     | 30 a 34 | 8     |
| 0     | 25 a 29 | 4     |
| 8     | 20 a 24 | 4     |
| 16    | 15 a 19 | 0     |
| 16    | 10 a 14 | 4     |
| 12    | 5 a 9   | 8     |
| 12    | 0 a 4   | 0     |

## Economia
El 2007 la població en edat de treballar era de 203 persones, 130 eren actives i 73 eren inactives. De les 130 persones actives 123 estaven ocupades (73 homes i 50 dones) i 7 estaven aturades (3 homes i 4 dones). De les 73 persones inactives 36 estaven jubilades, 10 estaven estudiant i 27 estaven classificades com a «altres inactius».

### Ingressos
El 2009 a Floirac hi havia 142 unitats fiscals que integraven 330 persones, la mediana anual d'ingressos fiscals per persona era de 14.484 €.

### Activitats econòmiques
Dels 13 establiments que hi havia el 2007, 1 era d'una empresa de fabricació d'altres productes industrials, 8 d'empreses de construcció i 4 d'empreses de serveis.
Dels 8 establiments de servei als particulars que hi havia el 2009, 2 eren paletes, 1 guixaire pintor, 3 fusteries, 1 lampisteria i 1 electricista.
L'any 2000 a Floirac hi havia 22 explotacions agrícoles que ocupaven un total de 864 hectàrees.

## Poblacions més properes
El següent diagrama mostra les poblacions més properes.